# Потушанская, Маргарита Ивановна
Маргарита Ивановна Потушанская — селекционер зерновых культур и клевера, заслуженный агроном РСФСР (1980), лауреат Государственной премии РФ в области науки и техники (1995).
Родилась 22 ноября 1924 г. в городе Александров Владимирской губернии.
Окончила Московскую сельскохозяйственную академию им. К. А. Тимирязева по специальности агроном-селекционер-семеновод.
С 1955 г. научный сотрудник, с 1960 по 2002 г. зав. отделом селекции Ульяновского НИИ сельского хозяйства.
Кандидат биологических наук (1955)
Соавтор 5 сортов яровой пшеницы (Волжанка, Симбирка, Ишеевская, Землячка, Экада 6), 6 сортов
овса (Фаленский, Друг, Скакун, Галоп, Аллюр, Стригунок), сорта клевера Фаленский 1.
Заслуженный агроном РСФСР (1980).
За создание высокоурожайных и высокоадаптивных сортов овса в 1995 году присуждена Государственная премия Российской Федерации в области науки и техники.
Награждена орденами Дружбы народов и «Знак Почёта».
В пос. Тимирязевский в её честь названа улица.